# Fenacodòntids
Els fenacodòntids (Phenacodontidae) són una família de mamífers extints, classificats durant molt de temps al grup parafilètic dels condilartres.

## Classificació
- Subfamília Phenacodontinae Cope, 1881
  - Gènere Copecion Gingerich, 1989
    - C. brachypternus (Cope, 1882)
    - C. davisi Gingerich, 1989

  - Gènere Tetraclaenodon Scott, 1893
    - T. puercensis (Cope, 1881)
    - T. septentrionalis Thewissen, 1990

  - Gènere Eodesmatodon Zheng i Chi, 1978 (classificat per Carroll, 1988 en aquesta família, pot ser incertae sedis o tenir una posició basal en els placentaris)
  - Gènere Phenacodus Cope,1873
    - P. bisonensis Gazin, 1956
    - P. condali (Crusafont i Villalta, 1955)
    - P. grangeri Simpson, 1935
      - P. g. grangeri Simpson, 1935
      - P. g. mccolumi Schoch, 1998

    - P. intermedius Granger, 1915
    - P. lemoinei Thewissen, 1990
    - P. magnus Thewissen, 1990
    - P. matthewi Simpson, 1835
    - P. primaevus Cope, 1873 (nomen dubium)
    - P. teilhardi Simpson, 1929
    - P. trilobatus Cope, 1882
    - P. vortmani (Cope, 1880)
- Subfamília Meniscotheriinae Cope, 1882
  - Gènere Meniscotherium Cope, 1874
    - M. chamense Cope, 1874
    - M. priscum Granger, 1915
    - M. tapiacitum Cope, 1882

  - Gènere Ectocion Cope, 1882
    - E. cedrus Thewissen, 1990
    - E. collinus Russell, 1929
    - E. ignotum Novacek et al., 1991
    - E. major (Patteron i West, 1973)
    - E. mediotuber Thewissen, 1990
    - E. osbornianus (Cope, 1882)
    - E. parvus Granger, 1915
    - E. stockeyae Montellano-Ballesteros, Fox i Scott, 2021
    - E. superstes Granger, 1915

  - Gènere Orthaspidotherium Lemoine, 1878 (?Hyopsodontidae)
    - O. edwardsi Lemoine, 1878